# Citroën-Kégresse Halbkettenfahrzeuge

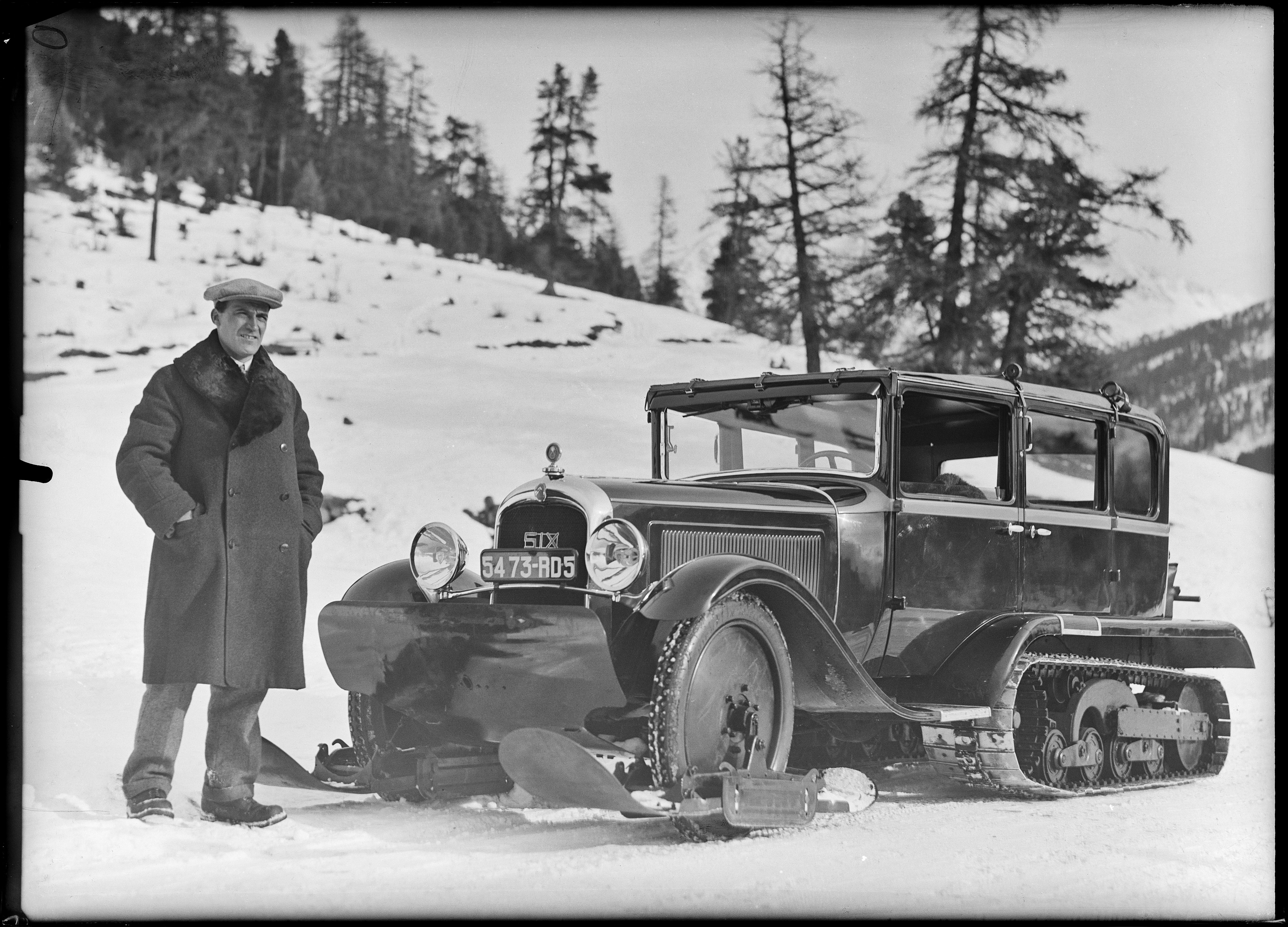
Citroën-Kégresse P15N mit Schneekufen (um 1930)

Unter der Bezeichnung Citroën-Kégresse stellte Citroën zwischen 1921 und 1937 Halbkettenfahrzeuge her, die nachfolgend genannten Typen sind bekannt.

## Geschichte
Adolphe Kégresse (1879–1943) war ein französischer Ingenieur, der Anfang des 20. Jahrhunderts nach Russland emigrierte und dort als technischer Direktor des Kraftfahrzeugparks des Zaren war. Mit dem Problem des russischen Winters wie auch der Matsch- und Schlammperioden konfrontiert, entwickelte er dort die ersten Halbkettenfahrzeuge, damit der Zar auch unter diesen extremen klimatischen Verhältnissen über brauchbare Kraftfahrzeuge verfügen konnte. Nach der Oktoberrevolution kehrte Kégresse, der sich von Segnungen des Sozialismus nichts erwartete, nach Frankreich zurück und arbeitete bei Citroën, wo er, fußend auf seinen Vorarbeiten in Russland, Halbkettenfahrzeuge entwarf, die üblicherweise von Citroën-Motoren angetrieben wurden. Insgesamt wurden im Hause Citroën von 1921 bis 1937 Halbkettenfahrzeuge der verschiedenen Typen in folgenden Stückzahlen hergestellt:
| Baujahr | 1921 | 1922 | 1923 | 1924 | 1925 | 1926 | 1927 | 1928 | 1929 | 1930 | 1931 | 1932 | 1933 | 1934 | 1935 | 1936 | 1937 | Summe |
| ------- | ---- | ---- | ---- | ---- | ---- | ---- | ---- | ---- | ---- | ---- | ---- | ---- | ---- | ---- | ---- | ---- | ---- | ----- |
| Anzahl  | 8    | 118  | 317  | 68   | 619  | 4    | 0    | 119  | 276  | 699  | 1150 | 448  | 915  | 515  | 192  | 173  | 174  | 5795  |
|         |      |      |      |      |      |      |      |      |      |      |      |      |      |      |      |      |      |       |

## Technik
→ siehe: Panzerkettenlaufwerk
Die Motoren waren – von wenigen Ausnahmen abgesehen – die üblichen Standard-PKW-Motoren von Citroën, teilweise in der Leistung gedrosselt.
Die Hinterachse war durch ein Kettenlaufwerk ersetzt: Die Antriebsrolle lag anfangs hinten, die Führungsrolle vorne, ferner hatte das Kettenlaufwerk vier Laufrollen. Die Kette selber bestand ursprünglich aus vulkanisierten Blechplatten. Das Fahrwerk erfuhr in den Folgejahren etliche Änderungen.
Während man die Funktionsweise des Kettenlaufwerks im Laufe der Jahre in den Griff bekam, blieben die letztlich – auch für damalige Zeit – zu schwachen Motoren stets ein Mangel der Fahrzeuge.

## Typen

### P1T
Nach einigen Prototypen im Jahr 1921 war der Typ P1T der erste in Serie hergestellte Citroën-Kégresse. Ursprünglich lief das Fahrzeug auch unter der Typenbezeichnung „K1“, wobei das K für „Kegresse“ stand. Auf André Citroëns persönlichen Wunsch wurde diese Typenbezeichnung aber schnell in P1T geändert. Der P1T hatte den Motor des Citroen B (4 Zylinder, Bohrung × Hub 68 × 100 mm, 1452 cm³ Hubraum, 20 PS), das Getriebe hatte drei Vorwärts- und einen Rückwärtsgang sowie ein Vorgelegegetriebe. Die Spurweite betrug 1,23 m, der Radstand 1,90 m. Das Gewicht des Fahrgestells wird mit 608 kg angegeben, die Höchstgeschwindigkeit mit 29 km/h. Die ersten Fahrzeuge dieses Typs hatten teilweise nur drei statt der späteren vier Laufrollen pro Seite.

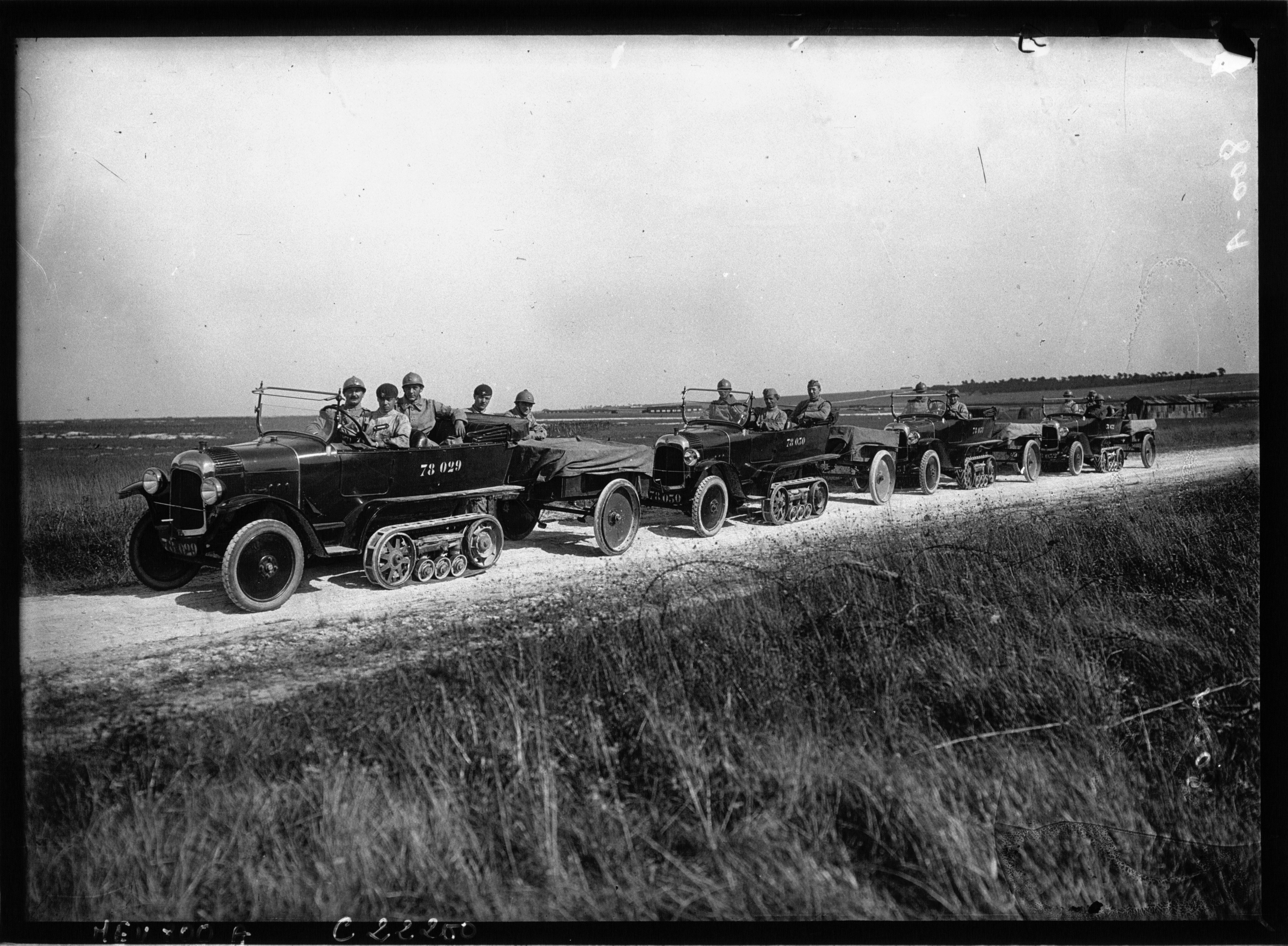
Citroën-Kégresse P1T mit Munitionsanhängern, Lager von Chalons, Raupenfahrgestell noch mit drei Laufrollen

1923 wurden etwa 70 Stück von der französischen Armee als „Voiture liaison tous terrains“ (VLTT, geländegängiges Verbindungsfahrzeug) bestellt. 1924 erschienen zwei Prototypen eines leicht gepanzerten Versorgungsfahrzeuges für die Infanterie, dieses Fahrzeug ging indessen nicht in Serie; seine Rolle übernahm in den 1930er-Jahren der Renault UE Chenillette. Die zwei Prototypen blieben aber bei einem Kavallerieregiment bis 1937 im Dienst. Mindestens elf weitere Fahrzeuge, bestellt und ausgeliefert 1923, dienten als Sanitätsfahrzeuge zum Transport von jeweils zwei liegenden Verwundeten, sie erhielten einen kastenförmigen Aufbau aus Holz. Daneben setzte die französische Armee einige P1T als Flugzeugschlepper ein. Ein P1T ging 1922 an die dänische Armee.

### P2T
In den Jahren 1924 bis 1925 wurde eine Handvoll dieses Modells gebaut, das sich vom gleichzeitig gebauten P4T dadurch unterschied, dass es einen Vierzylinder-Mors-Motor mit 2815 cm³ Hubraum hatte. Dem steht die Aussage gegenüber, es habe sich beim Typ P2T lediglich um einen P1T mit verkürztem Radstand gehandelt.

### P4T
Der 1924 bis 1925 gebaute Typ P4T hatte den gleichen Motor wie der P1T, jedoch auf 18 PS gedrosselt. Das Getriebe hatte wie beim P1T drei Vorwärts- und einen Rückwärtsgang sowie ein Vorgelegegetriebe. Die Spurweite betrug 1,19 m, der Radstand 2,15 m. Das Gewicht des kompletten Fahrzeugs wird mit 1135 kg angegeben, die Höchstgeschwindigkeit mit 29,8 km/h.

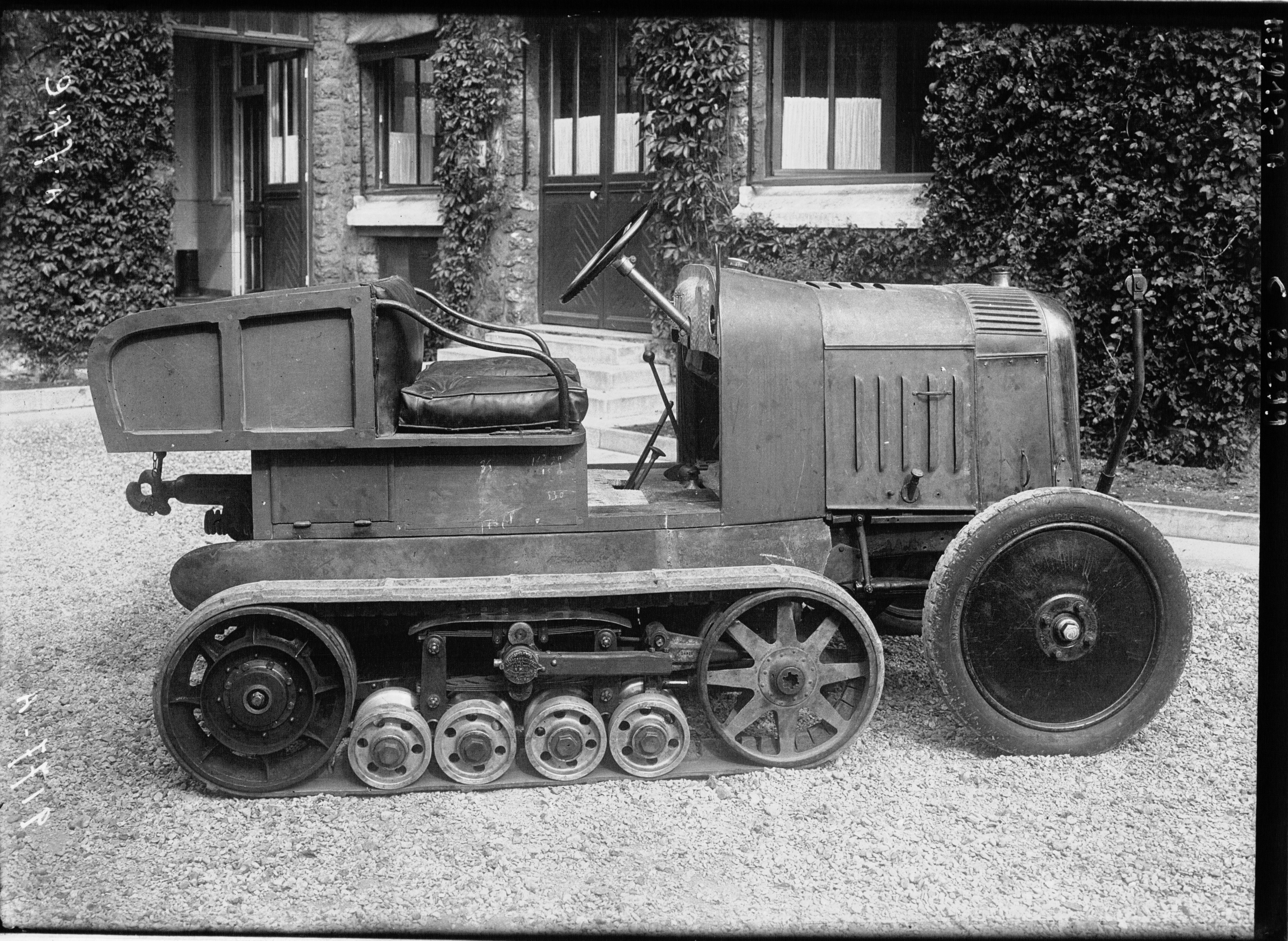
Citroën-Kégresse P4T als Ackerschlepper

Die französische Armee beschaffte etwa 42 Stück als geländegängige Verbindungsfahrzeuge sowie ferner 16 Stück mit aufmontiertem MG für die französischen Streitkräfte in Syrien. Polen kaufte 135 Chassis, einige weitere P4T gingen an Portugal und Argentinien. Bauern, die einen P4T als Ackerschlepper kauften, erhielten einen Zuschuss von 5500 Franc, gezahlt in drei Jahresraten: So wollte man erreichen, dass im Falle eines Krieges zahlreiche weitere P4T für die französische Armee zur Verfügung standen. 1926 existierten jedoch lediglich 50 derartige zivil registrierte Fahrzeuge.
Einige Fahrzeuge dieses Typs wurden ferner von Citroën 1924/25 für die Croisière Noire genutzt – eine Fahrt, die von Colomb-Bechar in Algerien über Niger und Tschad nach Madagaskar und Südafrika führte und die Zuverlässigkeit von Citroën beweisen sollte.
16 Stück wurden von Schneider mit einer Panzerung von 7 mm Stärke und einem Turm mit Hotchkiss-MG oder einer Kanone Puteaux 37 mm SA 18 ausgestattet. Diese Fahrzeuge hatten ein Gefechtsgewicht von 2,1 Tonnen, waren 1,40 m breit, 3,40 m lang und 2,20 m hoch. Sie blieben in Syrien bis Ende der 1930er-Jahre in Dienst. Ein solches Fahrzeug wurde kürzlich in Afghanistan wiedergefunden.

### P6
Ebenfalls mit einem 2,8-Liter-Vierzylinder-Mors-Motor war der Citroën-Kégresse P6 ausgestattet, von dem – wenn überhaupt – nur wenige Stück gebaut wurden. Es handelte sich um eine Spezialanfertigung für die Gesellschaft »Citracit« (Compagnie Transafricaine Citroën), welche die um 1924 bis 1925 gebauten Fahrzeuge für Sahara-Durchquerungen einsetzen wollte.

### P7T

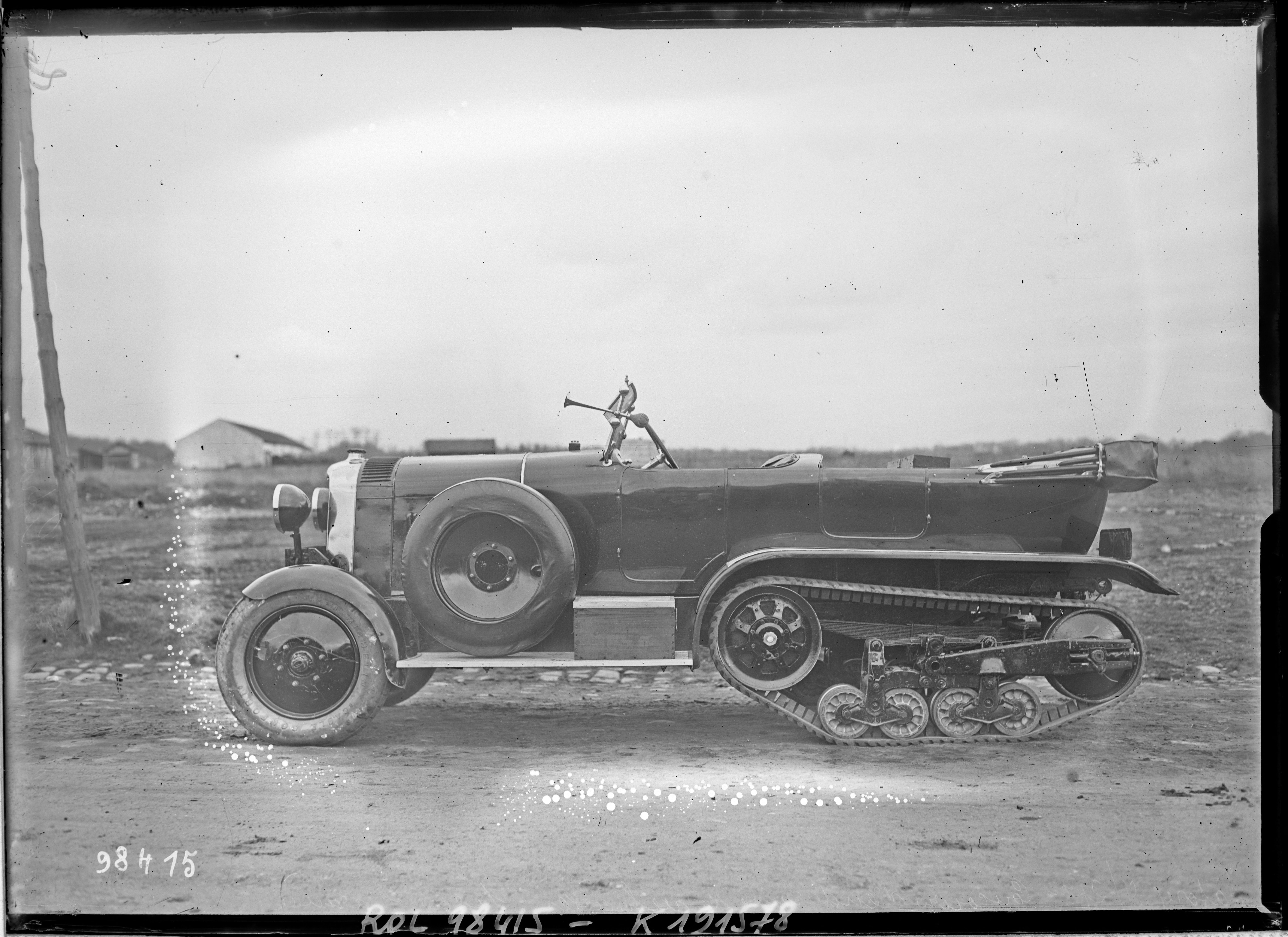
Citroën-Kégresse P7T im Februar 1925

Bei dieser Variante erfuhr das Fahrwerk eine Änderung: Die Positionen von Antriebs- und Führungsrolle wurden vertauscht, die Antriebsrolle saß jetzt am vorderen, die Führungsrolle am hinteren Ende des Kettenlaufwerks. Ansonsten war das Fahrzeug im Wesentlichen mit dem P4T identisch, der Radstand stieg allerdings auf 2,35 m, das Gewicht auf 1170 kg.
Die französische Armee erwarb zwischen 1925 und 1927 mindestens 58 Stück dieser Variante, weitere gingen an die portugiesische Armee, zwei Stück 1924 an die dänische Armee.
Um 1925 wurde ein Exemplar gepanzert und erhielt einen Drehturm, der auf der einen Seite mit einer Kanone Puteaux 37mm SA 18, auf der anderen Seite mit einem Hotchkiss-MG bewaffnet war, ähnlich, wie er auch in den von Frankreich überpanzerten Spähwagen White TBC installiert war. Es blieb bei diesem einen Prototyp.

### P7bis
Der Citroën-Kégresse P7bis hatte ein völlig neu konstruiertes Kettenlaufwerk und wurde von 1928 bis 1929 in geringen Stückzahlen als Zugmaschine für leichte Feldgeschütze gebaut.

### P10
Der Citroën-Kégresse P10 wurde von 1928 bis 1931 als geländegängiger PKW und als Zugmaschine für leichte Feldgeschütze für die französische Armee gebaut.

### P14
Der Citroën-Kégresse P14 wurde von 1930 bis 1932 als Zugmaschine für schwere Feldgeschütze für die französische und in geringer Anzahl auch für die polnische und belgische Armee gebaut. Ein Fahrzeug dieses Typs nahm 1931/32 an der Croisière Jaune teil.

### P15N
Der Citroën-Kégresse P15N war eine von 1928 bis 1935 gebaute Spezialvariante für das Fahren in tiefem Schnee. Die Österreichische Post schaffte einige Fahrzeuge für den Wintereinsatz als Postbus auf den Straßen über Arlberg und Tauern ein.

### P16

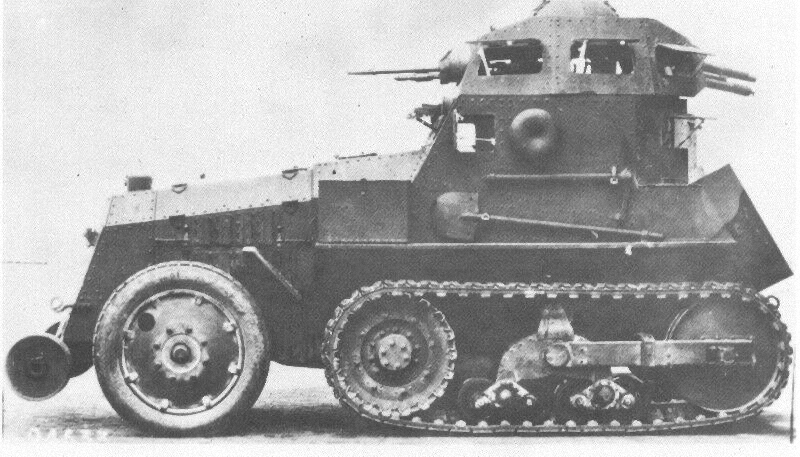
Citroën-Kégresse P16

Der Citroën-Kégresse P16, bekannter unter dem Namen des Herstellers des Aufbaus als „AMC“ oder „AMR Schneider P16“, war ein gepanzertes Halbkettenfahrzeug für Aufklärungszwecke, von dem 1928 vier Vorserienfahrzeuge und von 1930 bis 1931 insgesamt 96 Serienfahrzeuge für die französische Armee gebaut wurden.

### P17
Der Citroën-Kégresse P17 wurde von 1930 bis 1934 gebaut und diente als Nachfolger des P10 hauptsächlich zum Ziehen leichter Feldgeschütze und deren Munitionsanhänger. Sechs Fahrzeuge dieses Typs nahmen 1931/32 an der Croisière Jaune teil.

### P19

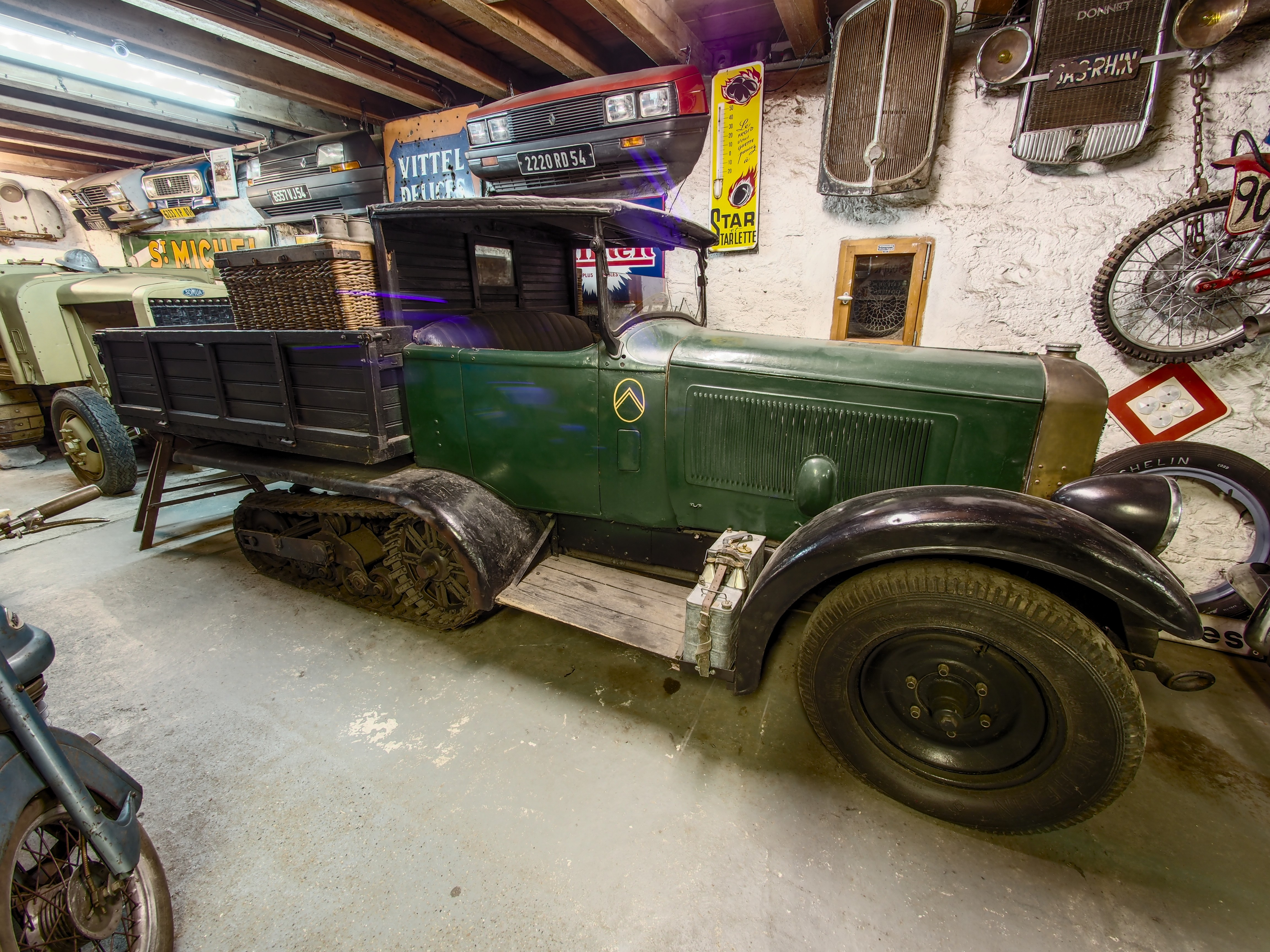
Citroën-Kégresse P19, Zivilausführung, im Fahrzeugmuseum Marxzell 2017

Der Citroën-Kégresse P19 wurde von 1930 bis 1935 gebaut. Er diente hauptsächlich als geländegängiges Stabsfahrzeug und als Halbgruppenfahrzeug für motorisierte Kavallerie.

### P20
Der Citroën-Kégresse P20 war ein gepanzertes Halbkettenfahrzeug, das als Schützenpanzer eine Halbgruppe unter Panzerschutz transportieren sollte. Es wurde um 1930 als Prototyp gebaut. Die französische Armee erprobte das Fahrzeug, konnte sich aber nicht zum Ankauf einer größeren Serie entschließen. Der Prototyp wurde sodann an die Dominikanische Republik verkauft. Der Motor war identisch mit dem des Citroen 15A „Rosalie“ (6 Zylinder, Bohrung × Hub 75 × 100 mm, 2650 cm³ Hubraum, etwa 50 PS).

### P21

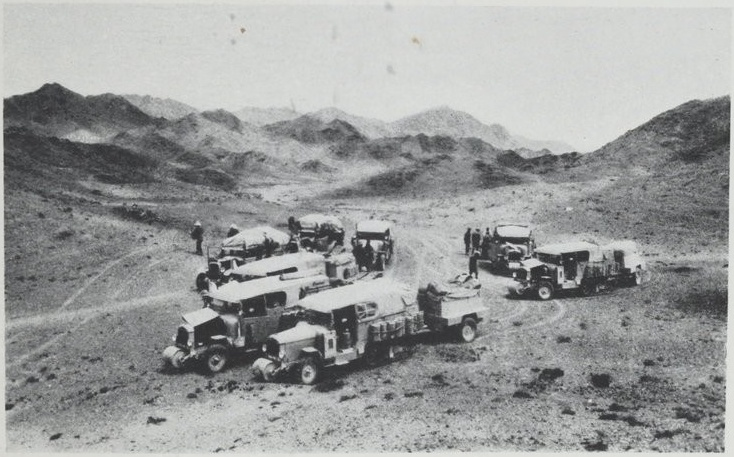
Citroën-Kégresse P21 während der Croisière Jaune an der Grenze zu Turkestan

Der Citroën-Kégresse P21 war ein nur in wenigen Stücken gebautes Fahrzeug, das dadurch bekannt wurde, dass Fahrzeuge dieses Typs an der Croisière Jaune teilnahmen. Gebaut um 1931, hatten die Fahrzeuge den Sechszylinder-Motor des Citroën 15A Rosalie (Bohrung × Hub 75 × 100 mm, 2650 cm³ Hubraum, 53 PS).

### P26
Der Citroën-Kégresse P26 war ein als Schützenpanzer anzusprechendes Halbkettenfahrzeug, das ähnlich dem späteren deutschen Schützenpanzerwagen Sd.Kfz. 251 oder dem US-amerikanischen M3 oben offen war. 1931 entstanden zwei Prototypen, das Fahrzeug ging jedoch nicht in Serie. Das Kettenlaufwerk hatte zwei große statt der sonst üblichen vier kleinen Laufrollen. Neun weitere Fahrzeuge, ursprünglich als Citroën-Kégresse P26B bestellt, wurden schließlich als Citroën-Kégresse P104 ausgeliefert.

### P28

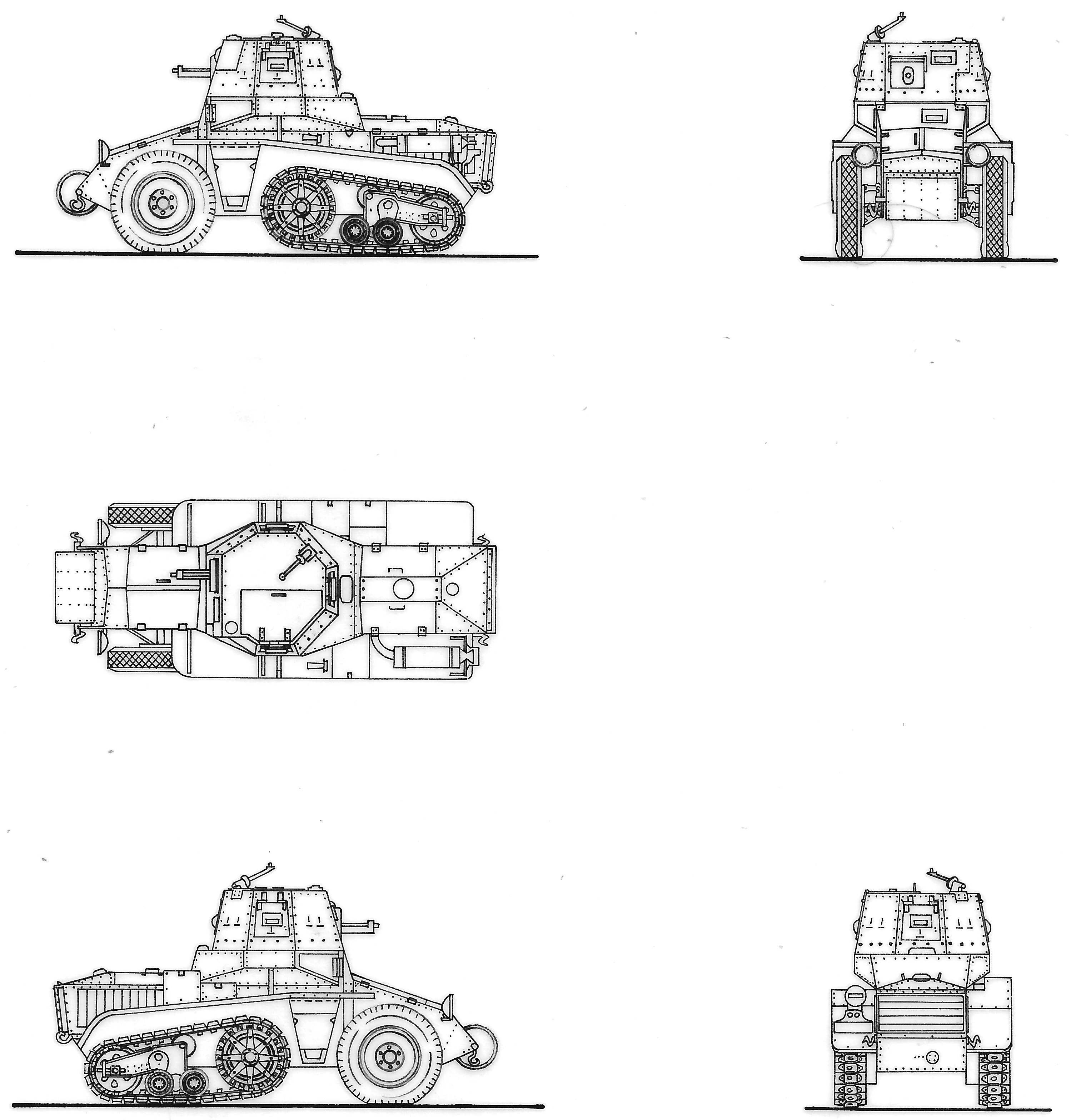
Citroën-Kégresse P28, Rißzeichnung

Der Citroën-Kégresse P28 war ein um 1931 entwickeltes leicht gepanzertes Fahrzeug zur Versorgung der Infanterie auf dem Gefechtsfeld. Citroën baute drei Prototypen, die im Juli 1931 in Vincennes erprobt wurden. Sie hatten den Motor des zeitgleich gebauten Citroën C4 (vier Zylinder, Bohrung × Hub 72 × 100 mm, Hubraum 1628 cm³, 30 PS). Die Höchstgeschwindigkeit betrug 39,5 km/h, die Panzerung 6 mm. Das Fahrzeug wurde abgelehnt, stattdessen beschaffte die französische Armee den zeitgleich entwickelten Renault UE Chenillette.
Ein Fahrzeug wurde nach seinem Umbau noch im selben Jahr als leichtes Aufklärungsfahrzeug für die Kavallerie vorgestellt, es erhielt dazu einen Zweimann-Turm mit MG im hinteren (bislang als Laderaum ausgelegten) Teil des Fahrzeugs. Der Turm wurde später weiter nach vorne gesetzt, das Fahrzeug erhielt einen 67 PS leistenden Motor mit 3020 cm³ (Bohrung × Hub 80 × 100 mm) und wurde in 50 Exemplaren bestellt, die 1932 bis 1933 ausgeliefert wurden: Das Fahrzeug hatte eine Panzerung aus nicht vergütetem Stahl und befriedigte in keiner Weise. 44 Stück wurden ausschließlich für Übungszwecke aufgebraucht, drei weitere nach Uruguay verkauft, und von drei weiteren bestellten ist nichts bekannt, möglicherweise wurden sie nie geliefert, oder auf die 50 bestellten wurden die drei Prototypen angerechnet.

### P104
Der Citroën-Kégresse P104 war eine Weiterentwicklung des Citroën-Kégresse P26. Der Kampfraum war jetzt oben abgedeckt und das Fahrzeug hatte einen stärkeren Motor: den auch im P28 eingebauten Dreiliter-Motor mit 67 PS. Für Französisch-Indochina wurden neun Stück bestellt und 1935 geliefert. Für Französisch-Ostafrika (Dschibuti) wurden drei weitere Fahrzeuge gebaut, die über ein MG in einem über dem Kampfraum angebrachten Drehturm verfügten. Das Fahrzeug wog 4750 kg ohne und 5000 kg mit Turm, war 4,68 m lang, 1,82 m breit und ohne Turm 2,00 m, mit Turm 2,36 m hoch.

### P107
Der Citroën-Kégresse P107 war der Nachfolger des Citroën-Kégresse P17 und als solcher eine Zugmaschine für leichte Feldgeschütze, gebaut von 1935 bis 1937. Ab 1937 bis 1940 erfolgte der Weiterbau durch die Firma Unic als Unic P107.

### P112
Der Citroën-Kégresse P112 war ein Citroën Typ 45 mit verkürztem Fahrgestell, dessen bereifte Hinterachse durch ein Kettenfahrgestell ersetzt werden konnte: Auf der Straße war das Kettenfahrgestell angehoben und berührte den Boden nicht; im Gelände konnte es abgesenkt werden, sodass dann die Hinterachse auf Ketten lief und die Geländegängigkeit erhöht wurde. 1936 bis 1937 wurde ein Prototyp von der französischen Armee ausgiebig getestet, eine Serienfertigung erfolgte jedoch nicht.

## Lizenz- und Nachbauten

### Peugeot
Die Firma Peugeot rüstete 1922 einen überpanzerten PKW Peugeot Typ 146 auf Wunsch des französischen Militärs mit einem Kégresse-Halbkettenfahrwerk aus. Das Fahrzeug wurde ausgiebig erprobt, eine Serienfertigung erfolgte jedoch nicht.
1933 rüstete Peugeot einen Peugeot 201 ebenfalls mit einem Halbkettenfahrwerk aus, das jedoch mit dem Kégresse-Laufwerk nichts gemeinsam hatte. Auch hier blieb es bei einem Prototyp.

### SOMUA
SOMUA baute in den 1930er-Jahren mehrere Typen schwerer Halbkettenzugmaschinen mit Kégresse-Fahrwerk: SOMUA MCG, SOMUA MCL sowie (mit stark abgeändertem Laufwerk) SOMUA MCJ.

### Unic
Unic setzte ab 1937 den Bau des Citroën-Kégresse P107 als Unic P107 fort. Daneben erschien als weiteres Halbkettenfahrzeug 1939 der Unic TU1, dessen Kettenlaufwerk jedoch eine Eigenentwicklung von Unic war.

### Belgien
Die belgische Armee erhielt etwa 1932 einige Citroën-Kégresse P14 zur Erprobung als Zugfahrzeuge für das neu beschaffte Geschütz canon de 120L mle.1931. Ebenso konnten mit diesem Fahrzeug die bei der belgischen Armee noch aus dem Ersten Weltkrieg vorhandenen schweren Feldhaubitzen gezogen werden. Die aus Frankreich gelieferten Fahrzeuge wurden mit einem Pritschenaufbau mit Plane von der Firma Jonckheere in Beveren versehen. Die Geschütze lagen nicht wie in Frankreich mit dem Lafettenschwanz auf einem Drehschemel auf, sondern wurden mit Protzen hinter der Zugmaschine gezogen, die auf der Pritsche die Bedienungsmannschaft beförderte.
Die Versuche waren offenbar erfolgreich, denn Belgien erwarb in der Folgezeit eine Nachbaulizenz, aufgrund deren bei Minerva, später bei FN von 1934 bis 1940 rund 130 bis 140 FN-Kégresse 3T entstanden; bezeichnenderweise wurde bei diesen Nachbauten statt des Citroën-Motors ein stärkerer Motor der Firma FN mit 55 PS eingebaut. Bei diesen Lizenzbauten kehrte man zu der Verlastung des Lafettenschwanzes auf Drehschemel zurück.

### Deutschland
Citroën unterhielt von 1927 bis 1935 ein eigenes Montagewerk in Köln-Poll, in dem in großer Zahl PKW und auch Nutzfahrzeuge montiert, ebenso aber auch vollständig in Lizenz (mit eigenen Chassisnummern) hergestellt wurden. Unter diesen befand sich ein Citroën-Kégresse-Halbkettenfahrzeug nicht näher bezeichneten Typs, das 1933 an die Reichswehr nach Ostpreußen geliefert und dort (vermutlich auf dem Truppenübungsplatz Arys) intensiv getestet wurde. Ob diese Versuche lediglich über die Vor- und Nachteile der Kraftfahrzeugentwicklung bei potentiellen Feindstaaten (Frankreich und Polen) Ergebnisse liefern sollten oder ob und wie die Versuche von Einfluss auf die Entwicklung der deutschen Halbketten-Zugmaschinen in den 1930er-Jahren waren, ist nicht überliefert. Fest steht jedenfalls, dass die deutschen Halbkettenzugmaschinen technisch mit den Halbkettenfahrzeugen von Citroën-Kégresse nichts zu tun hatten: Die Kettenfahrgestelle waren erheblich länger, weswegen es erforderlich war, die kurveninnere Kette für das Einhalten eines engen Wendekreises zusätzlich abzubremsen; die Räder der Fahrwerke waren als Schachtellaufwerke sämtlich an Drehstäben aufgehängt, zudem waren die Motoren Eigenentwicklungen und wiesen eine erheblich höhere Leistung auf.
Im Zuge der Maultier-Entwicklung baute man versuchshalber ein Kégresse-Halbketten-Fahrgestell als Hinterachse in einen Dreitonner-Ford-LKW ein. Es blieb bei einem Einzelstück, für die Serie entschied man sich für das Carden-Loyd-Fahrgestell.

### Großbritannien
Nach dem Erscheinen der ersten Citroën-Kégresse beschloss auch Großbritannien, solche Fahrzeuge zu erproben und ggfs. zu bauen. Die größte Anzahl – wobei ausweislich der überkommenen Fotos Fahrgestelle des Typs Kégresse verwendet wurden – stellte die Firma Crossley Motors in den Jahren 1925 bis 1929 her: 115 Stück. Auch die Firma Burford verwendete Kégresse-Fahrgestelle für ihre Halbketten-LKW, von denen sie 55 Stück für die britische, teils auch die indische Armee in Britisch-Indien, baute. Auch andere britische Firmen (Albion, F.W.D., Guy, Karrier, Morris) bauten in den 1920er-Jahren Prototypen und Kleinserien von Halbkettenfahrzeugen, verwendeten hierzu aber nicht die Fahrgestelle von Kégresse.

### Italien
Alfa Romeo ersetzte im Jahr 1924 bei einem PKW des Typs Alfa-Romeo RM die Hinterachse durch ein Kégresse-Halbkettenfahrwerk. Es blieb bei einem Prototyp.

### Polen
Die polnische Armee erwarb in den 1920er-Jahren etliche Citroën-Kégresse-Halbkettenfahrzeuge der Typen P4T, P14, P17 und P19, insgesamt 229 Stück. Von den P4T erhielten etwa 90 Stück einen Panzeraufbau sowie einen Drehturm mit MG und hießen jetzt „Panzerauto wz.28“. Die über zwei Tonnen schweren Fahrzeuge waren natürlich mit ihrem 20-PS-Motor völlig untermotorisiert. Ab 1934 erhielten diese Fahrzeuge den Motor des Polski Fiat 508 (der immerhin 2 PS mehr leistete), gleichzeitig wurde das Halbkettenfahrgestell durch eine normale Hinterachse mit Rädern ersetzt. Dadurch sank die Geländegängigkeit, es wuchs die erzielbare Geschwindigkeit auf der Straße. Der Umbau fand in den einzelnen Werkstattkompanien der Truppe statt, die so entstehenden Umbauten waren daher nicht identisch. Andere in Frankreich gekaufte Halbkettenzugmaschinen erhielten in Polen Aufbauten als Zugwagen für Geschütze, Scheinwerfer, Brückengerät. Ferner gab es Fahrzeuge mit Aufbau für die Nachrichtentruppe.
Im Jahre 1934 wurde probehalber ein LKW des Typs Polski Fiat 621 mit einem Halbkettenlaufwerk ähnlich dem des Citroën-Kégresse P7bis ausgestattet, das allerdings statt der vier nur zwei Laufrollen, dazu eine Stützrolle, aufwies. Das Fahrzeug ging unter der Bezeichnung „Lastwagen wz.34“ 1936 in Serie, in der Folgezeit entstanden über 300 Stück. Dazu kamen etwa 50 Fahrzeuge mit Kastenaufbau als Sanitäts-LKW zum Verwundetentransport. Mit gleichem Fahrwerk wurden ungefähr 400 Zugmaschinen für diverse Geschütze, Scheinwerfer etc. unter der Bezeichnung „Zugwagen C4P“ produziert. Zur Ablösung dieser Modelle erschienen 1939 Prototypen neuer Halbkettenfahrzeuge, PZInż. 202 und PZInż. 222. Deren Kettenlaufwerk war jedoch völlig anders aufgebaut und hatte mit dem Kégresse-Laufwerk nichts mehr gemeinsam, da die hintere Führungsrolle und die zwei bzw. drei Laufrollen (große Scheibenräder) an Drehstäben aufgehängt waren (ähnlich wie bei den deutschen Halbkettenfahrzeugen). Bevor diese Fahrzeuge in Serie produziert werden konnten, brach der Zweite Weltkrieg aus.

### Russland/Sowjetunion
Auch in Russland entstanden ab 1938 diverse Halbkettenfahrzeuge:
- der GAZ-60 auf der Basis des GAZ-MM
- ZIS-22 und ZIS-42 auf der Basis des ZIS-5

Es handelte sich in allen Fällen um Standard-LKW, deren Hinterachse durch ein in Russland entwickeltes Kettenlaufwerk ersetzt war, das wiederum mit dem Kettenlaufwerk von Kégresse keinerlei Ähnlichkeiten aufwies.

### USA
Die USA beschafften 1931 drei Citroën-Kégresse-Halbkettenfahrzeuge aus Frankreich für Erprobungszwecke. Indessen sind die Fahrwerke der US-amerikanischen Halbketten-Schützenpanzer aus dem Zweiten Weltkrieg eigene Entwicklungen: Die Laufrollen waren an einem senkrecht stehenden Träger aufgehängt, der jeweils am oberen Ende auch eine Stützrolle trug, ähnlich, wie dies auch bei den frühen amerikanischen Kampfpanzern bis zum M4 Sherman geschah. Des Weiteren war auch die bereifte Vorderachse der Fahrzeuge angetrieben. Sucht man bei Kettenlaufwerken nach Vorbildern, so können diese zumindest bezüglich der Abfederung vielleicht am ehesten beim englischen Vickers 6-ton gefunden werden. Die US-amerikanischen Fahrzeuge waren größer, erheblich schwerer und hatten eine sehr viel höhere Motorleistung als die französischen Halbkettenfahrzeuge.